# Angel Coma
AngelComa – minialbum nagrany przez zespoły Sunn O))) i Earth. Liczba egzemplarzy albumu została ograniczona do 2000 kopii.

## Lista utworów
1. Sunn O))) – Coma Mirror – 13:13
2. Earth – A Plague Of Angels – 16:28